# Johanna Spyri
Johanna Spyri (Hirzel, 12 de junho de 1827 — Zurique, 7 de julho de 1901) foi um escritora suíça de expressão alemã. Foi autora de obras de literatura infantil e juvenil de tom didáctico e religioso, dos quais sobressaem Geschichte für Kinder und Auch Solche, Welch Kinder Liebhaben (1879-1889). A sua obra mais conhecida foi Heidi.

### Livros para crianças e jovens
- Was Sami mit den Vögeln singt, ab 9 J., Schweizerisches Jugendschriftenwerk (SJW), Heft 78
- Wer Gott zum Freunde hat, ab 9 J., SJW-Heft 79
- Allen zum Trost, ab 9 J., SJW-Heft 80
- Lauris Krankheit, ab 9 J., SJW-Heft 81/82
- Vom This, der doch etwas wird, ab 10 J., SJW-Heft